# Wschowa (gmina)
Wschowa (1973-76 miasto Wschowa oraz gmina Przyczyna Dolna) – gmina miejsko-wiejska w województwie lubuskim, w powiecie wschowskim.
Siedziba gminy to Wschowa.
Według danych z 30 czerwca 2004 gminę zamieszkiwało 21 686 osób.

## Historia
Gmina Wschowa powstała 15 stycznia 1976 w związku z przmianowaniem gminy Przyczyna Dolna na Wschowa i przeniesieniem siedziby jednostki do Wschowy.
1 lutego 1991 miasto i gminę Wschowa połączono we wspólną miejsko-wiejską gminę Wschowa.
W latach 1976–1998 gmina położona była w województwie leszczyńskim. Od 1 stycznia 1999 w województwie lubuskim: w latach 1999–2001 powiecie nowosolskim, a od 2002 w powiecie wschowskim.

## Struktura powierzchni
Według danych z roku 2002 gmina Wschowa ma obszar 198,3 km², w tym:
- użytki rolne: 62%
- użytki leśne: 26%

Gmina stanowi 31,74% powierzchni powiatu.

## Demografia

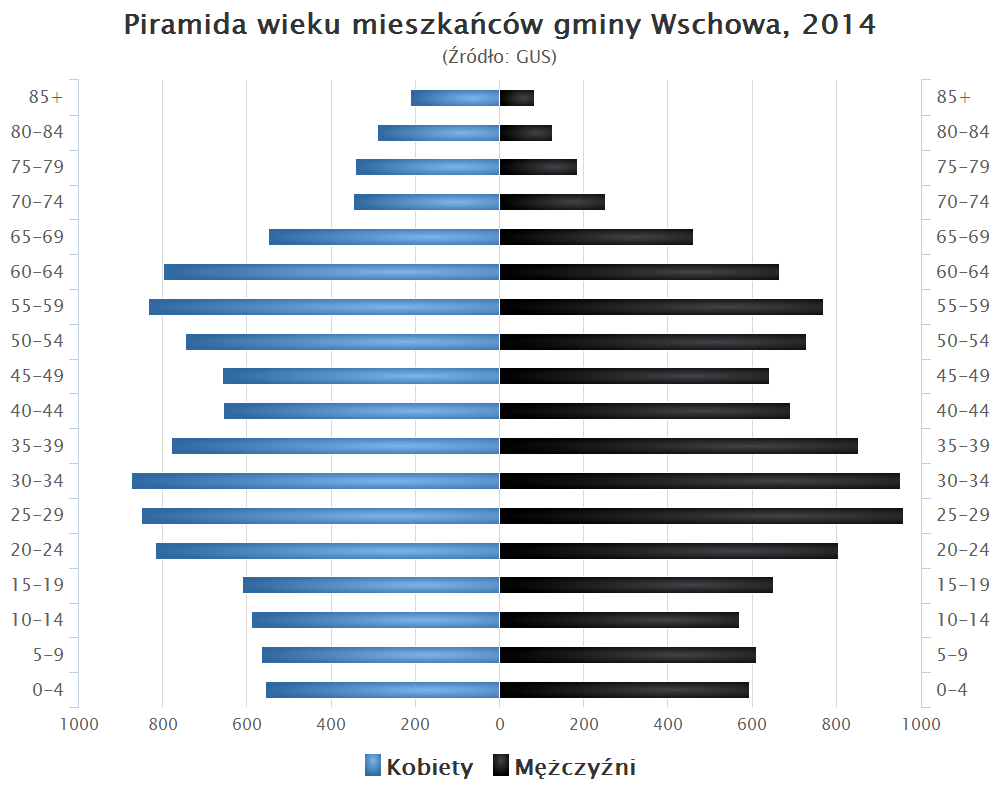
Piramida wieku mieszkańców gminy Wschowa w 2014 roku

Dane z 30 czerwca 2004:
| Opis                              | Ogółem | Ogółem | Kobiety | Kobiety | Mężczyźni | Mężczyźni |
| --------------------------------- | ------ | ------ | ------- | ------- | --------- | --------- |
| jednostka                         | osób   | %      | osób    | %       | osób      | %         |
| populacja                         | 21 686 | 100    | 11 025  | 50,8    | 10 661    | 49,2      |
| gęstość zaludnienia (mieszk./km²) | 109,4  | 109,4  | 55,6    | 55,6    | 53,8      | 53,8      |

## Sąsiednie gminy
Niechlów, Sława, Szlichtyngowa, Święciechowa, Wijewo, Włoszakowice